# N844AA飞机失踪事件
N844AA飞机失踪事件是指2003年5月25日一架停放在罗安达二月四日国际机场的波音727-223飞机突然未经许可擅自起飞并就此失踪的事件，失踪飞机的注册编号是N844AA。美国国务院、中央情报局等部门和若干非洲国家就此展开调查，但是没有结果。

## 背景
注册编号N844AA的失踪飞机生产于1975年，曾服务于美国航空，失踪时属于一家名为“宇航租售公司”、注册地为迈阿密的股份有限公司。在其失踪前14个月中，这架飞机一直被租予TAAG安哥拉航空公司，并停放于二月四日国际机场。但是，由于安哥拉航空公司迟迟没有缴纳租金，同时还产生了五万美元的机场费用欠款，因此宇航租售公司决定收回这架飞机，进行改装并另行出租。美国联邦调查局这样描述这架飞机：“……亮银色金属涂装，带有蓝色、白色、藍色三条条纹。这架飞机曾属于一家大型航空公司，但是所有乘客座椅已被拆除，改装为运输柴油的货机。”

## 失踪
美国当局宣称飞机失踪时是由本·查尔斯·帕迪拉控制的。本·查尔斯·帕迪拉1952年出生于佛罗里达州的彭萨科拉，是美国联邦航空局认证的机械师、飞航工程师和小型飞机飞行员。飞机失踪两个月前，他受宇航租售公司委派前往罗安达，负责管理N844AA飞机的改装。
飞机的失踪发生在2003年5月25日。据现场的机场工作人员称，一个白人发动了飞机，在地面进行若干危险的转弯等动作后起飞。机场官员称飞机起飞前有一个未知身份的人使用现金支付了93000美元费用，为飞机加了14000加仑的JET A-1航空煤油。也有更详细的报告称当天下午看到两个人在加油前登上飞机，其中可能包括帕迪拉。下午5点左右，飞机的三个发动机被启动，随后在傍晚渐暗的光线中滑行到跑道尽头，调转方向然后起飞。塔台尝试通过无线电联系，但是没有回应，同时机上的应答机被关闭，无法通过雷达定位。飞机此后再也没有出现过，也没有任何坠毁的迹象。
飞机失踪后，美国国务院、中央情报局等部门和若干非洲国家立刻展开调查，其手段包括利用间谍卫星对所有非洲机场一一拍照排查、命令外交官与所在国机场和民航管理部门取得联系等，但是各种手段均未奏效。而被怀疑控制了飞机的帕迪拉同样再也没有出现过。帕迪拉的家人认为他可能已经驾驶飞机在某地坠毁，也可能正在被拘押在某地。
2003年7月曾有报告显示失踪飞机可能出现在几内亚首都科纳克里，但是这一消息随即被美国国务院引用并证明并非失踪飞机。报告中提到的飞机是另一架曾服务于美国航空的波音727飞机，其原先的注册编号为N862AA，在几内亚重新注册为3X-GDM（另一说为3X-GOM）。2003年12月25日的几内亚联合航空141号班机空难中坠毁于柯多努国际机场的注册编号为3X-GDO的波音727飞机也曾被误认为失踪飞机。

## 影响
飞机的失踪的主要影响在于恐怖分子有可能利用这架飞机来重现发生于2001年9月11日的九一一袭击事件，即利用这架飞机发动对非洲大陆范围內目标的自杀式恐怖袭击。这架飞机可能从任何偏僻的机场起飞，驾驶技术相对简单，同时非洲大陆的恐怖组织相当活跃，不能排除其被用于恐怖活动的可能性。有报道称这架飞机被改装为运输燃油的货机，而这意味着其一旦被恐怖分子利用，所造成的后果将更加严重。